# Parcul Marghiloman

Parcul Marghiloman este un unul dintre cele 3 parcuri mari ale municipiului Buzău, România, alături de Parcul Crâng și de Parcul Tineretului. Parcul este constituit din grădina vechiului conac aparținând familiei boierești Marghiloman, conac denumit vila Albatros.

## Localizare
Parcul este situat în partea de est a municipiului.

## Amenajări
În parc se află conacul boieresc, un lac, un pod ce străbate lacul la jumătate, alei, statui de piatră, ronduri de flori și trandafiri, un loc de joacă pentru copii, cișmele. O mare parte a parcului este împrejmuit de "zidul lui Marghiloman".

## Ansamblul conacului Marghiloman

Monument istoric

Ansamblul conacului Marghiloman, monument istoric al municipiului Buzău din sec. al XIX-lea, identificat prin codul BZ-II-a-B-02347, este format din Vila Albatros (BZ-II-m-B-02347.01) și clădiri anexe (BZ-II-m-B-02347.02, str. Plantelor nr. 8A).
Conacul a fost construit între anii 1883-1887 de către Iancu Marghiloman și modernizat ulterior de fiul său, marele om de stat, Alexandru Marghiloman

## Galerie de imagini

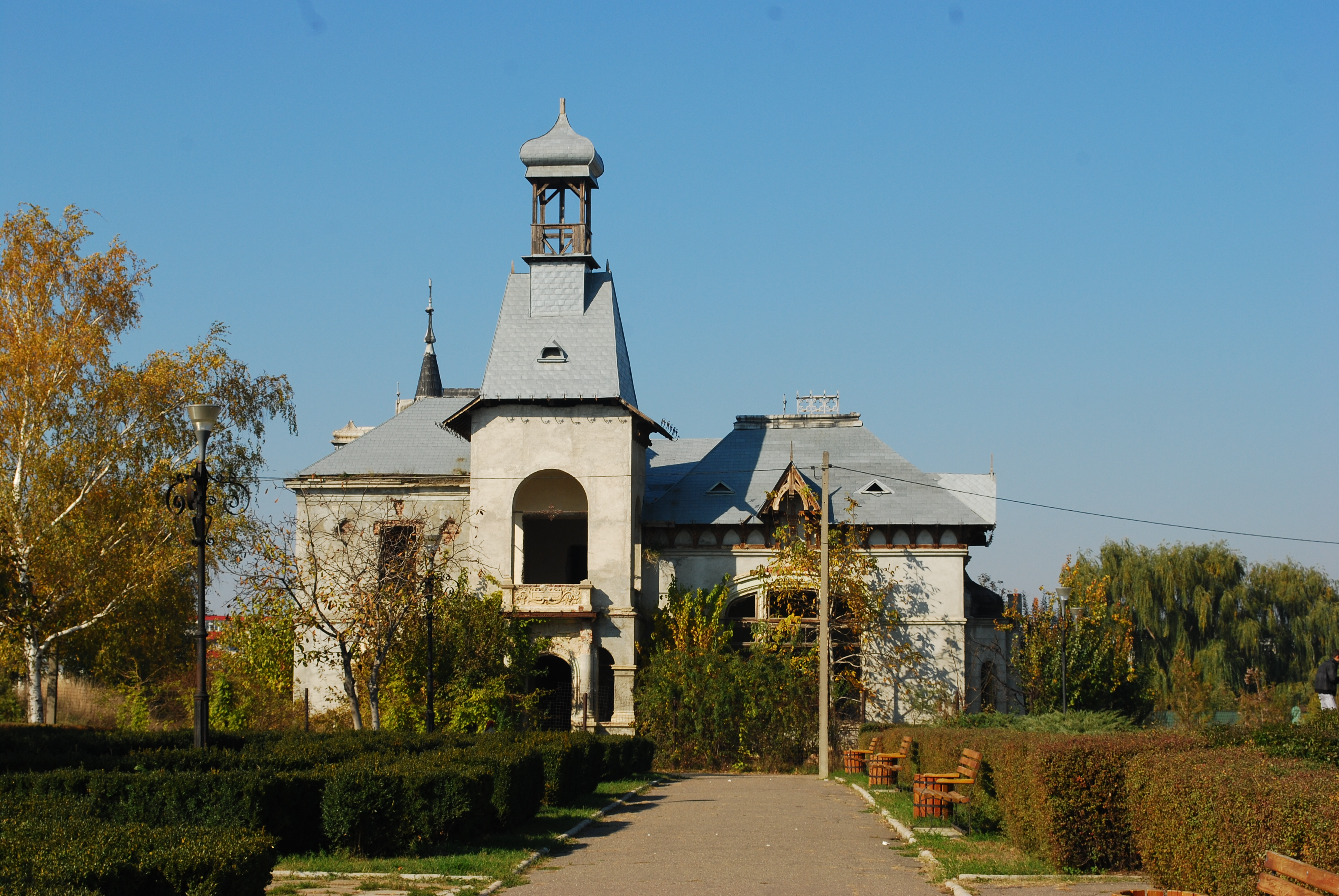
Vila Albatros în cursul procesului de renovare
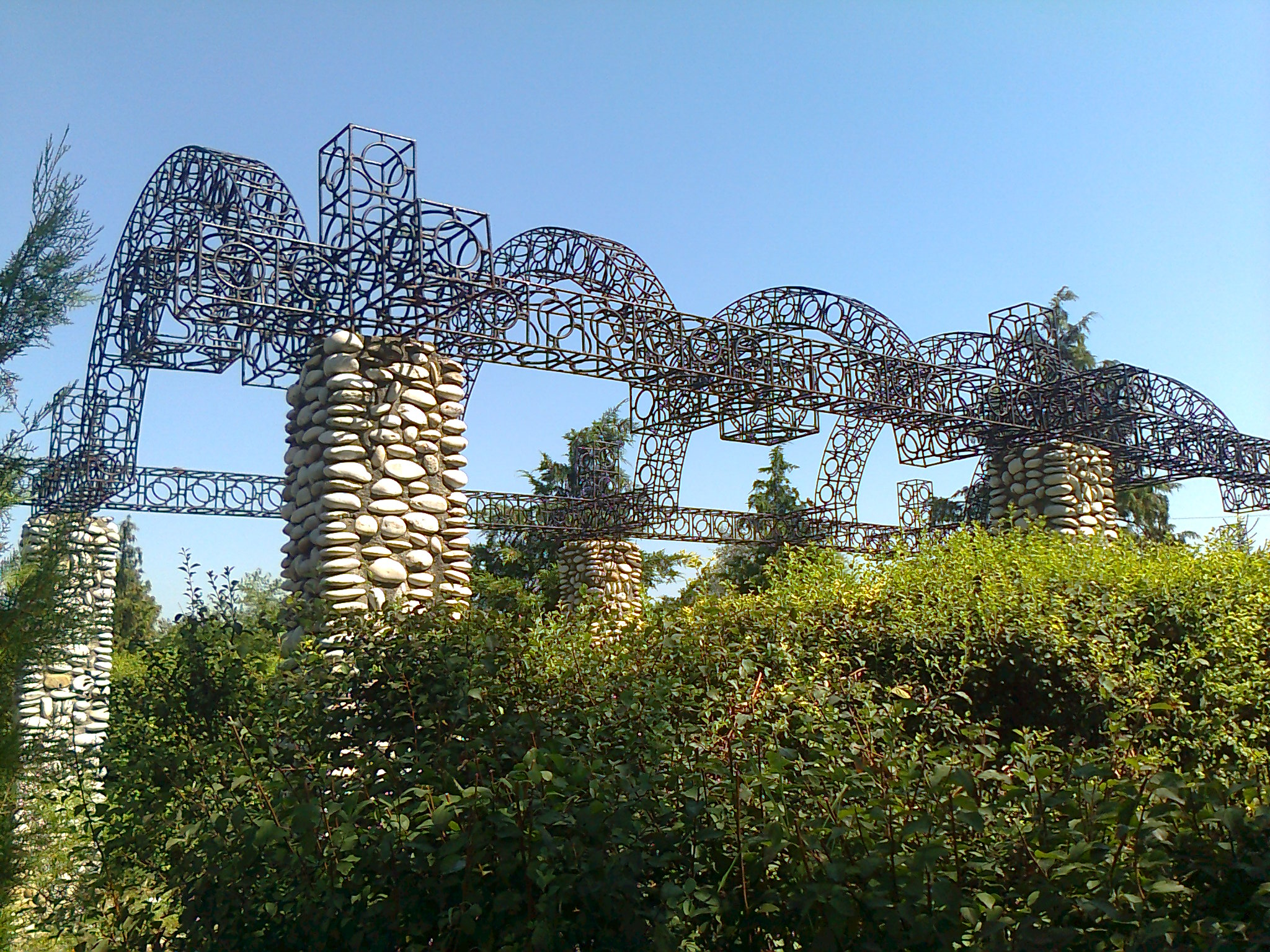
Arcadă în parc - vedere lateral dreapta
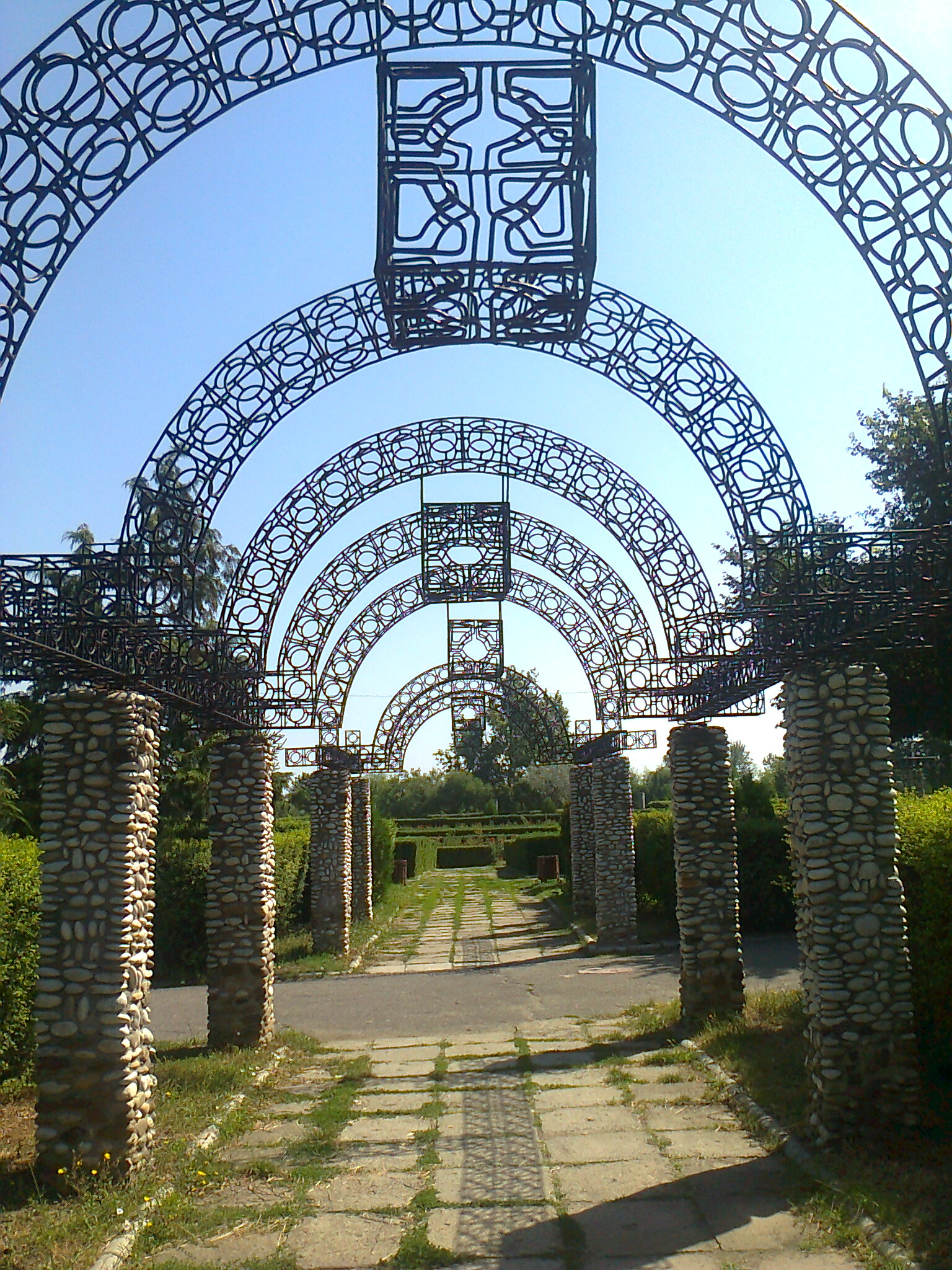
Arcadă în parc - vedere frontală
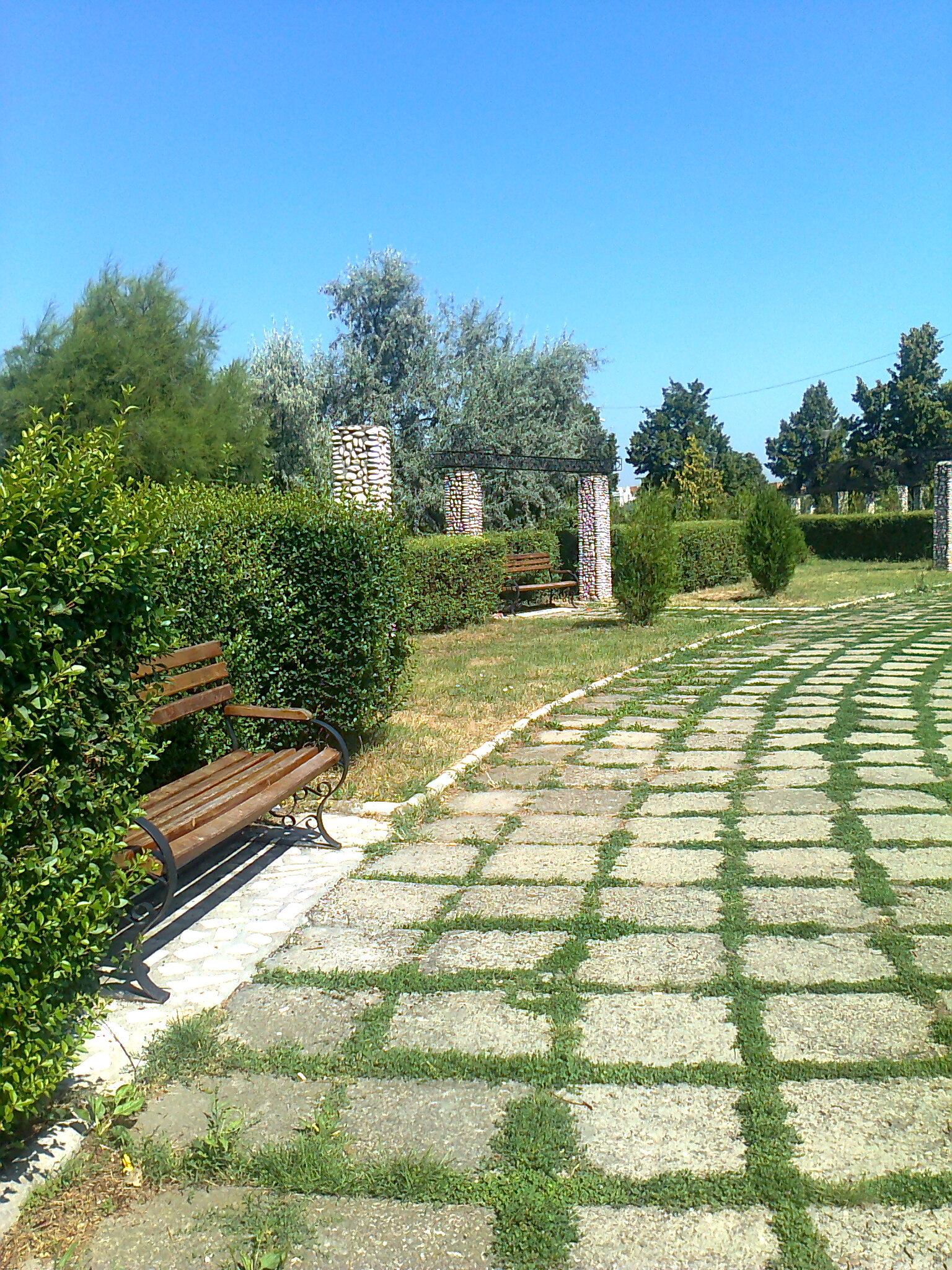
Alee în parc
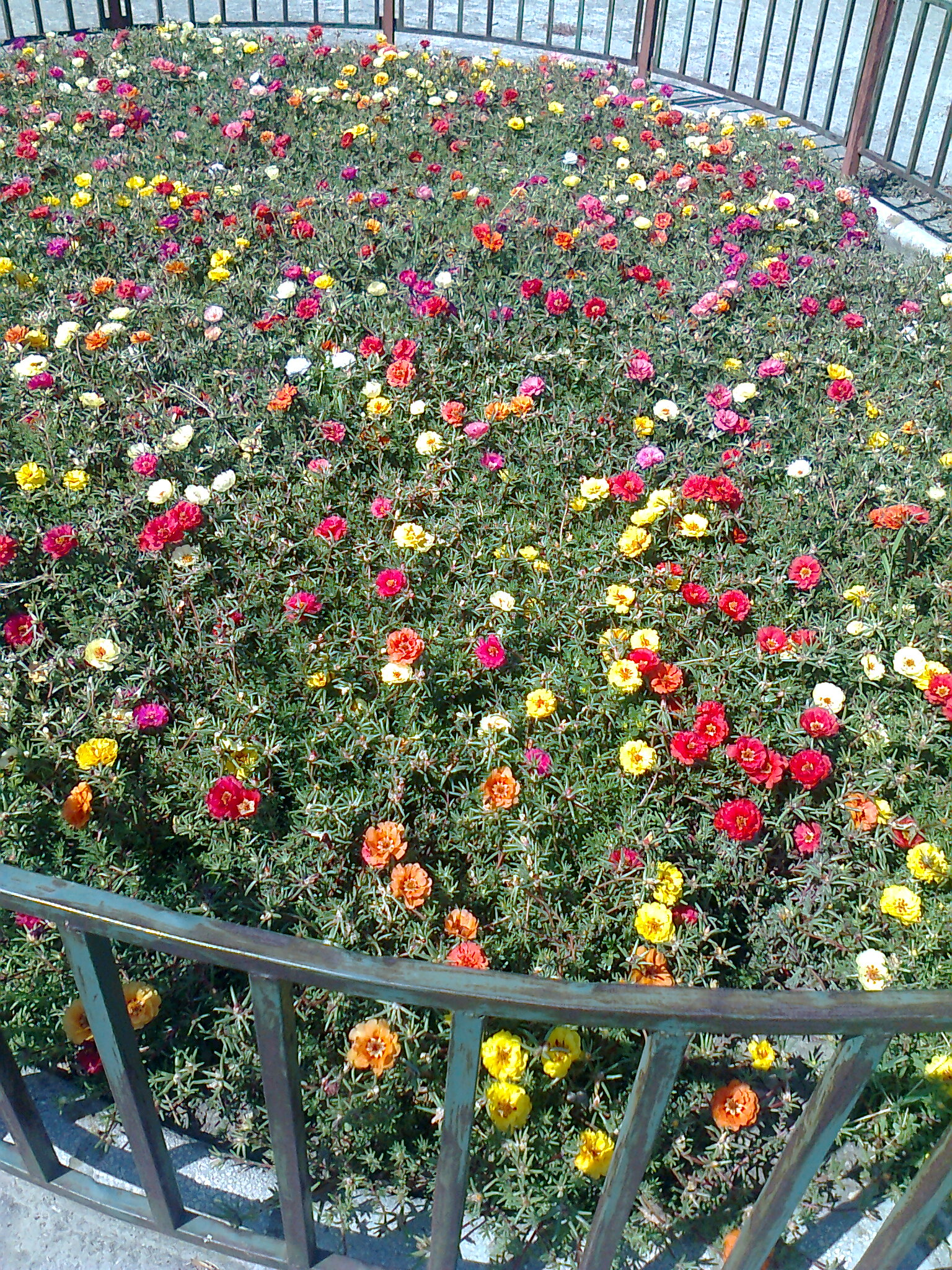
Rond de flori de piatră multicolore
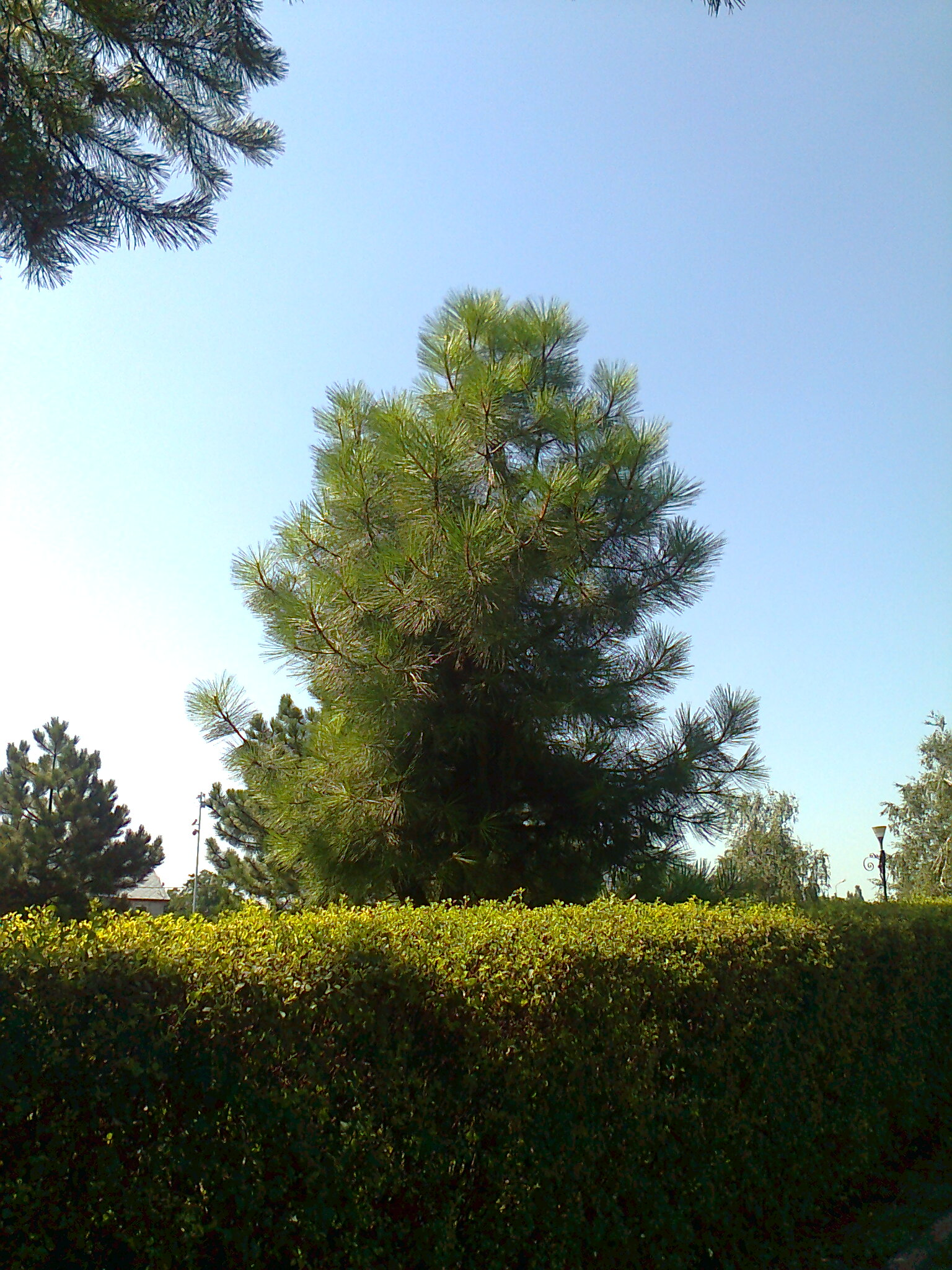
Pin tânăr în parc
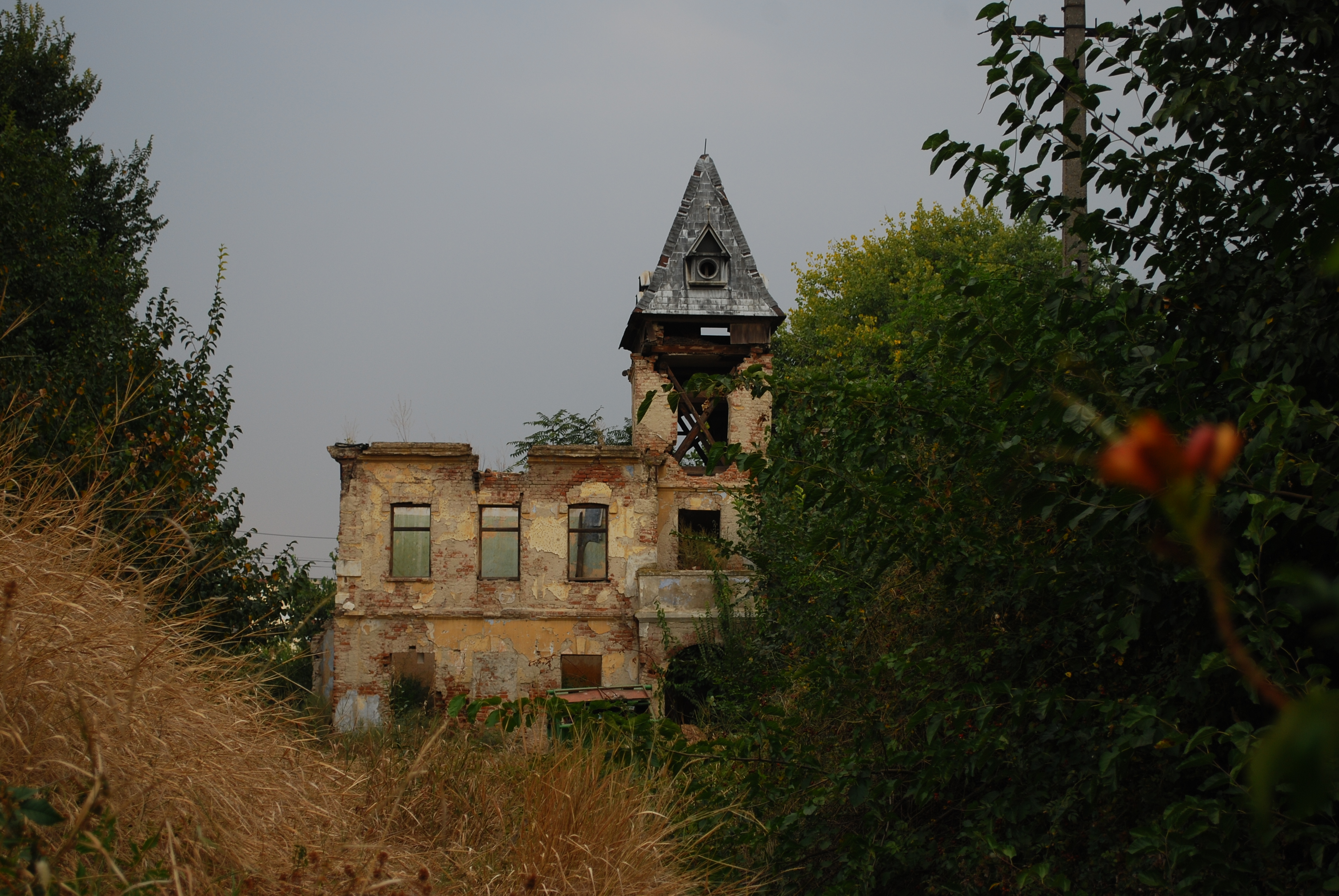
Ruină clădire anexă a conacului